# Gouvernement Illa
Généralité de Catalogne
Aragonès 
Le gouvernement Illa (en catalan : Govern Illa) est le gouvernement de la généralité de Catalogne depuis le 12 août 2024, sous la XVe législature du Parlement de Catalogne.
Il est dirigé par le socialiste Salvador Illa et formé après les élections régionales anticipées 12 mai 2024. Il se compose de 16 conseillers.
Minoritaire au Parlement, il est constitué du seul Parti socialiste. Il bénéficie du soutien sans participation de la Gauche républicaine de Catalogne et des Comuns Sumar.
Il succède au gouvernement Aragonès, qui assumait la gestion des affaires courantes depuis les élections.

## Historique du mandat
Dirigé par le nouveau président de la Généralité socialiste Salvador Illa, ce gouvernement est constitué du Parti des socialistes de Catalogne (PSC). Seul, il dispose de 42 députés sur 135, soit 31,1 % des sièges du Parlement.
Il est formé à la suite des élections régionales anticipées du 12 mai 2024.
Il succède donc au gouvernement Aragonès, constitué initialement d'une coalition minoritaire entre la Gauche républicaine de Catalogne (ERC) et d'Ensemble pour la Catalogne (Junts), qui a ensuite quitté l'exécutif.

### Contexte
Le 13 mars 2024, quelques heures après le rejet par le Parlement de son projet de loi de finances pour l'année en cours, Pere Aragonès réunit le Conseil exécutif du gouvernement catalan puis annonce qu'il dissout le Parlement et convoque des élections anticipées pour le 12 mai suivant.
Au cours de ce scrutin, le Parti socialiste vire en tête en voix et sièges pour la première fois de son histoire tandis que les partis indépendantistes perdent la majorité absolue dont ils bénéficiaint depuis 2012. Arithmétiquement, seule une réédition du Tripartit entre le Parti socialiste, la Gauche républicaine et la gauche écosocialiste représentée par Comuns Sumar — qui a gouverné entre 2003 et 2010 — permet de dégager une majorité, mais elle semble difficilement envisageable étant donné les tensions entre le PSC et ERC.
Élu président du Parlement le 10 juin suivant grâce à une entente entre la Gauche républicaine et Ensemble, Josep Rull consulte les forces politiques représentées dans l'hémicycle et constate le 19 juin qu'aucun candidat n'est en mesure de remporter l'investiture. Il réunit donc les députés le 26 juin pour constater l'absence de candidat, ce qui équivaut à une investiture ratée et déclenche formellement le délai de deux mois à l'issue duquel le Parlement sera dissous faute de candidat investi.

### Négociations parlementaires
Le Parti socialiste et Comuns Sumar se rencontrent pour la première fois le 28 mai 2024. Ils concluent leur accord d'investiture le 30 juillet suivant. Le conseil national du parti Catalogne en commun le ratifie à la quasi-unanimité dès le lendemain.
Le 18 juin a lieu la première réunion entre le Parti socialiste et la Gauche républicaine. Conformément au souhait émis dix jours après par la secrétaire générale d'ERC Marta Rovira, le PSC et ERC parviennent le 29 juillet à un accord d'investiture, qui prévoit notamment une autonomie fiscale pour la Catalogne. Cet aspect génère d'importantes critiques au sein du Parti socialiste ouvrier espagnol. L'entente est ratifiée lors d'un référendum interne par les militants d'ERC à 53,5 % des exprimés le 2 août ainsi que par le conseil national de Jovent Republicà, mouvement de jeunesse d'ERC et qui compte une députée, le 5 août.

### Investiture
Le président du Parlement Josep Rull, après avoir consulté les formations politiques disposant d'une représentation parlementaire, annonce le 6 août 2024 qu'il souhaite tenir la séance d'investiture le 8 août. Le Parlement se trouvant alors en vacances, il convoque la députation permanente le 7 août afin qu'elle autorise la tenue de la séance. Le 8 août, à l'issue d'une journée de débats, Salvador Illa est investi président de la généralité de Catalogne par 68 voix pour et 66 voix contre, Carles Puigdemont étant absent et n'ayant pas délégué son vote.
Au lendemain d'une réunion sur le transfert du pouvoir avec le président sortant Pere Aragonès, Salvador Illa prête serment, le 10 août, au cours d'une cérémonie au palais de la Généralité aux côtés de Pere Aragonès et Josep Rull, et en présence notamment de la vice-présidente du gouvernement espagnol María Jesús Montero et des ministres Félix Bolaños, Diana Morant, Jordi Hereu et Ernest Urtasun.

### Formation
La composition de l'exécutif est dévoilée au compte-gouttes entre le 9 et le 11 août. Formant un gouvernement de 16 conseillers, soit autant que celui de Pasqual Maragall qui rassemblait trois forces politiques et deux de plus que l'équipe sortante, il s'entoure à la fois de son noyau dur tout en recrutant des indépendants et des représentants du souverainisme modéré dans une stratégie d'ouverture au centre, combinant des profils techniques, modérés et de poids politique.

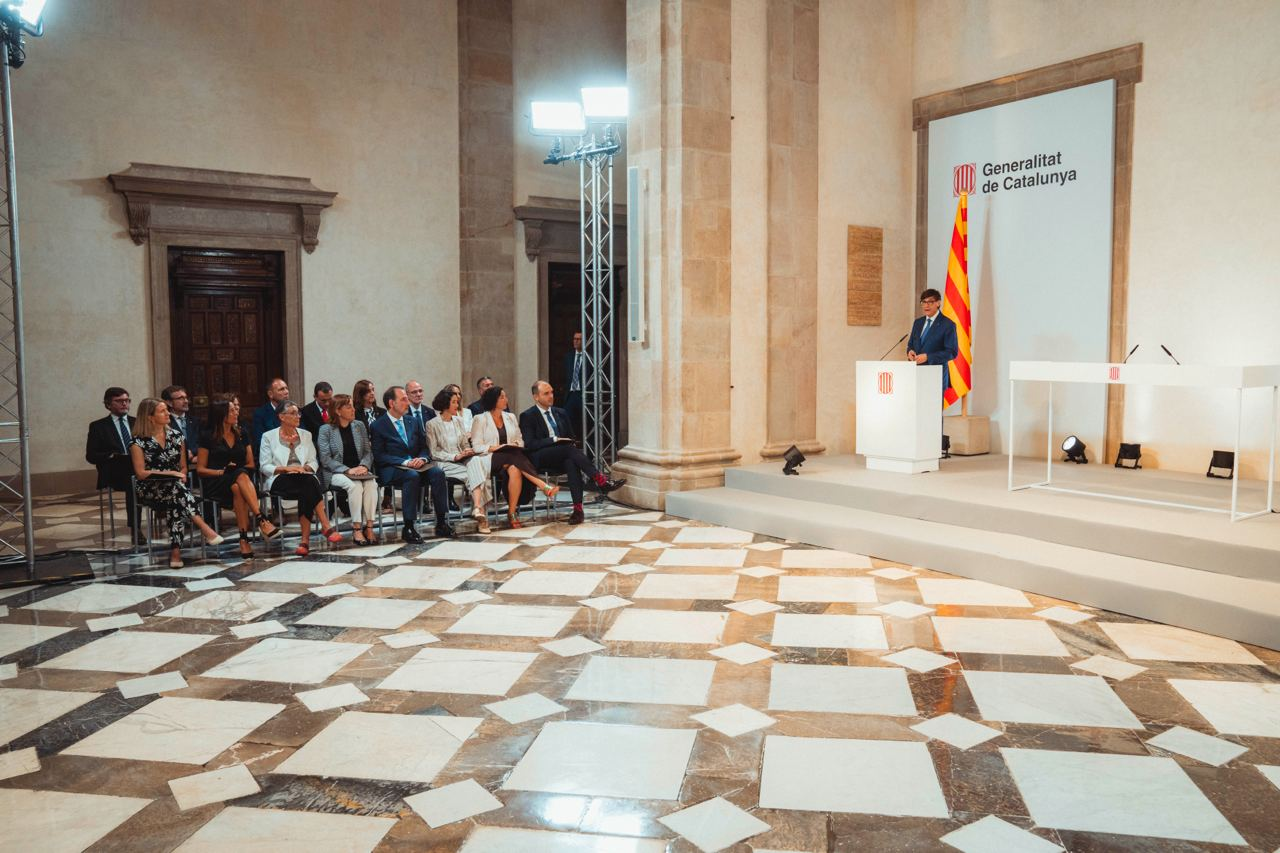
Les conseillers prennent leurs fonctions le 12 août 2024.

Il intègre ainsi les anciens de Convergence et Union (CiU) Miquel Sàmper (es), ancien conseiller à l'Intérieur du gouvernement Torra ayant rompu avec Junts, et Ramon Espadaler (ca), ex-conseiller à l'Environnement du gouvernement Pujol VI puis conseiller à l'Intérieur du gouvernement Mas II ayant associé depuis 2017 son parti chrétien-démocrate Units per Avançar au Parti socialiste. Il se tourne également vers l'espace de la Gauche républicaine en nommant deux hauts fonctionnaires de l'exécutif sortant, le secrétaire à la Politique linguistique Francesc Xavier Vila (ca) et la directrice générale du Patrimoine culturel Sònia Hernández Almodóvar, au sein de son gouvernement. Plusieurs de ses proches au Parlement telles Alícia Romero (es), Sílvia Paneque (ca) ou Esther Niubó (ca) rejoignent l'équipe gouvernementale, ainsi que — comme annoncé pendant la campagne électorale — la maire de Santa Coloma de Gramenet Núria Parlón (es). Quatre technocrates complètent le Conseil exécutif, l'ancienne directrice d'hôpital Olga Pané, l'économiste et secrétaire générale de l'Inclusion au ministère de la Sécurité sociale Mónica Martínez Bravo, le porte-parole du Parlement européen Jaume Duch (ca) et la chercheuse Núria Montserrat Pulido (ca),,. Les conseillers sont assermentés et entrent en fonction le 12 août.

## Composition
| Portefeuille                                                                      | Titulaires | Titulaires | Titulaires                       | Parti      |
| --------------------------------------------------------------------------------- | ---------- | ---------- | -------------------------------- | ---------- |
| Président de la Généralité                                                        |            |            | Salvador Illa Roca               | PSC        |
| Conseiller à la Présidence                                                        |            |            | Albert Dalmau Miranda (ca)       | PSC        |
| Conseillère à l'Économie et aux Finances                                          |            |            | Alícia Romero Llano (es)         | PSC        |
| Conseillère à l'Intérieur et à la Sécurité publique                               |            |            | Núria Parlon i Gil (es)          | PSC        |
| Conseiller à la Justice et à la Qualité démocratique                              |            |            | Ramon Espadaler Parcerisas (ca)  | Units (ca) |
| Conseillère au Territoire, au Logement et à la Transition écologique Porte-parole |            |            | Sílvia Paneque i Sureda (ca)     | PSC        |
| Conseillère à la Santé                                                            |            |            | Olga Pané Mena (ca)              | Sans       |
| Conseillère à l'Éducation et à la Formation professionnelle                       |            |            | Esther Niubó Cidoncha (ca)       | PSC        |
| Conseillère aux Droits sociaux et à l'Inclusion                                   |            |            | Mónica Martínez Bravo            | Sans       |
| Conseiller aux Entreprises et au Travail                                          |            |            | Miquel Sàmper Rodríguez (es)     | Sans       |
| Conseillère à l'Égalité et au Féminisme                                           |            |            | Eva Menor Cantador (ca)          | PSC        |
| Conseiller à l'Union européenne et à l'Action extérieure                          |            |            | Jaume Duch Guillot (ca)          | Sans       |
| Conseillère à la Recherche et à l'Enseignement supérieur                          |            |            | Núria Montserrat Pulido (ca)     | Sans       |
| Conseiller à l'Agriculture, à l'Élevage, à la Pêche et à l'Alimentation           |            |            | Òscar Ordeig i Molist (ca)       | PSC        |
| Conseiller aux Sports                                                             |            |            | Bernardo Álvarez Merino (es)     | PSC        |
| Conseillère à la Culture                                                          |            |            | Sònia Hernández Almodóvar        | Sans       |
| Conseiller à la Politique linguistique                                            |            |            | Francesc Xavier Vila Moreno (ca) | Sans       |